# Estigmene dorsalis
Estigmene dorsalis là một loài bướm đêm thuộc phân họ Arctiinae, họ Erebidae.